# Plateros knulli
Plateros knulli är en skalbaggsart som beskrevs av Green 1953. Plateros knulli ingår i släktet Plateros och familjen rödvingebaggar. Inga underarter finns listade i Catalogue of Life.